# الحوايج (دير الزور)
الحوايج قرية سورية تتبع ناحية ذيبان في منطقة الميادين في محافظة دير الزور.. تشتهر بالزراعة لكونها تقع على ضفاف نهر الفرات يحدها النهر من ثلاث جهات  ابرز سكانها من قبيلة العقيدات  ابرز العائلات فيها  السليمان الظاهر والصالح الظاهر والمشالبة والمشاهدة والشهابات  وتتبع لها حاوي الحوايج والزوية والرغيب ،  يحدها من الشرق الباديه السوريه ومن الغرب المياذين ومن الشمال الشحيل وذيبان من الجنوب بلغ عدد سكانها 4137 نسمة في عام 2004 حسب إحصاء المكتب المركزي للإحصاء. يقدر سكانها  في عام 2024 مايقارب 15الف على اقل تقدير تحتوي على  مايقار 10 مدارس .وايضا عل9 مساجد. نسبة سكانها 100بالمئة من العرب السنة .